# X-Men (vol. 2)
X-Men é uma publicação Marvel Comics  apresentando o grupo homônimo de mutantes super-heróis. O título começou sua publicação em  Outubro de 1991 como X-Men. De 2001 até 2004 era publicado como  New X-Men. Depois, voltou   (como o número #157) para o título original. É chamado "X-Men Volume 2" por causa da primeira série, atual Uncanny X-Men, que era intitulado  The X-Men 1981.
X-Men é a Segunda série mensal mais importante sobre a equipe mutante. Chamado em alguns momentos como "Adjectiveless X-Men", ele é essencial, em comparação a Uncanny X-Men, Astonishing X-Men, e outras séries de X-Men.
Quando  foi lançado em 1991, o esquadrão era liderado por Ciclope. Depois de alguns anos, os dois esquadrões formados se desfizeram, e as histórias começaram a girar em torno do grupo Uncanny.
A revista, atualmente, conta as histórias do grupo liderado por  Vampira, mostrando operações do Instituto Xavier.

## História

### X-Men
Em 1991, a segunda série X-Men era uma premiere. Com a ajuda das especulações de marketing do time e da popularidade de  Jim Lee, X-Men #1, vendeu oito milhões de cópias, tornando-se o best-seller das histórias em quadrinhos de todos os tempos, e ainda continua hoje. Era a primeira história escrita por um longo tempo por Chris Claremont, que depois teve diferenças criativas com o editor Bob Harras.

### New X-Men
X-Men foi o nome da revista por 10 anos, com vários times criativos. Em julho de 2001 durante uma revirada nas histórias dos X-Men, o título mudou para New X-Men (Novos X-Men), com um ambigrama como logo e com grandes modificações, incluindo um novo escritor, Grant Morrison que  passou a assinar o título. Esta época coincidiu com a ascensão de Joe Quesada como novo editor chefe da Marvel Comics e foi a primeira de várias mudanças que atingiram vários outros títulos de X-Men para conseguir mais fãs e aclame crítico.
Quando alguns acreditaram que Morisson havia acrescentado conceitos frescos e originais durante a sua passagem por New X-Men, muitos ficaram insatisfeitos com a violência exibida na revista e alegavam que os personagens começaram a se comportar fora de suas personalidades. A sensação dos X-men de serem uma família se tornou obscura e o futuro dos X-Men também. O título tratou dos personagens Ciclope, Wolverine, Jean Grey, Fera, Emma Frost e Xorn. O artista de New X-Men, Frank Quitely redesenhou as roupas da equipe, deixando os uniformes colantes coloridos de lado e partindo para jaquetas de couro mais no estilo dos X-Men do cinema.
Em algumas histórias, Morrison trabalhou com a mutação secundária do Fera mudando sua aparência, e introduziu Emma Frost, a Rainha Branca, como membro do time, criando um romance entre ela e Ciclope. A escola cresceu e recebeu novos alunos, foi nesse período que foi criado o primeiro filme dos mutantes. Uma das muitas controvérsias nas histórias dos New X-Men aconteceu na publicação #115 quando a ilha Genosha foi completamente destruída. Esse foi o auge das histórias de Morrison.
Morrison deu a Quesada o sucesso e a fama que ele queria para o grupo.

### X-Men de novo
Em Junho de 2004, Chuck Austen, temporário escritor de Uncanny X-Men, alterou o título da revista para X-Men com a publicação na #155. O título da série passou a ser realmente X-Men em Julho de 2004 com a publicação #157 durante o evento "X-Men ReLoad". A série continuou a contar as histórias da equipe de X-Men.

## Personagens
| Issues    | Line-up |
| --------- | --- |
| #1-3      | Arcanjo, Banshee, Fera, Colossus, Ciclope, Forge, Gambit, Homem de Gelo, Jean Grey, Professor X, Psylocke, Vampira, Tempestade, Wolverine |
| #4-45     | fera, Ciclope, Gambit, Jubileu, Professor X, Psylocke, Vampira, Wolverine (Time Azul)                                                     |
| #46-61    | Anjo, Fera, Bishop, Míssil, Ciclope, Gambit, Homem de Gelo, Jean Grey, Professor X, Psylocke, Vampira, Tempestade, Wolverine              |
| #62-69    | Míssil, Cecilia Reyes, Ciclope, Homem de Gelo, Jean Grey, Medula, Tempestade, Wolverine                                                   |
| #70-79    | Fera, Míssil, Cecilia Reyes, Maggott, Medula, Vampira, Tempestade, Wolverine                                                              |
| #80-99    | Colossus, Gambit, Medula, Noturno, Professor X, Vampira, Lince Negra, Tempestade, Wolverine                                               |
| #100-113  | Arcanjo, Colossus, Noturno, Psylocke, Vampira, Lince Negra, Pássaro Trovejante III, Wolverine                                             |
| #114-156  | Fera, Ciclope, Emma Frost, Professor X, Jean Grey, Wolverine, Xorn                                                                        |
| #157-164  | Gambit, Destrutor, Homem de Gelo, Fanático, Polaris, Vampira, Wolverine, Xorn II                                                          |
| #165-187  | Emma Frost, Gambit, Destrutor, Homem de Gelo, Polaris, Vampira, Wolverine                                                                 |
| #188- 200 | Cable, Míssil, Homem de Gelo, Mestra Mental, Mística, Sentinela Ômega, Vampira, Dentes-de-Sabre                                           |
| #201-207  | Saga Messiah Complex |